# Wim Kieft

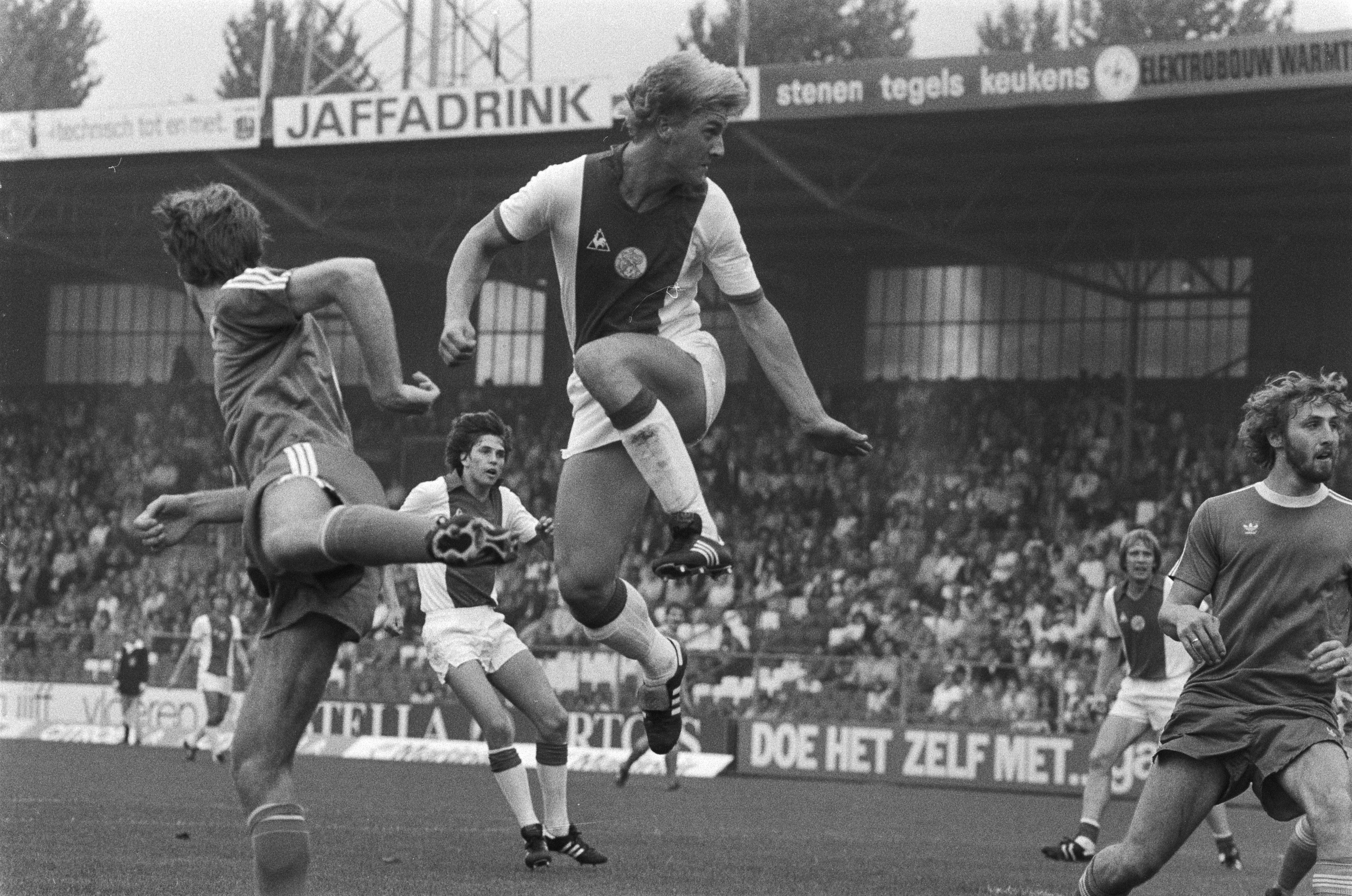
Ajax-FC Groningen 5-1. Kieft (midden) torent boven zijn Groningse belagers uit. In het rood-wit links van Kieft Martin van Geel, rechts Henning Jensen (28 september 1980).

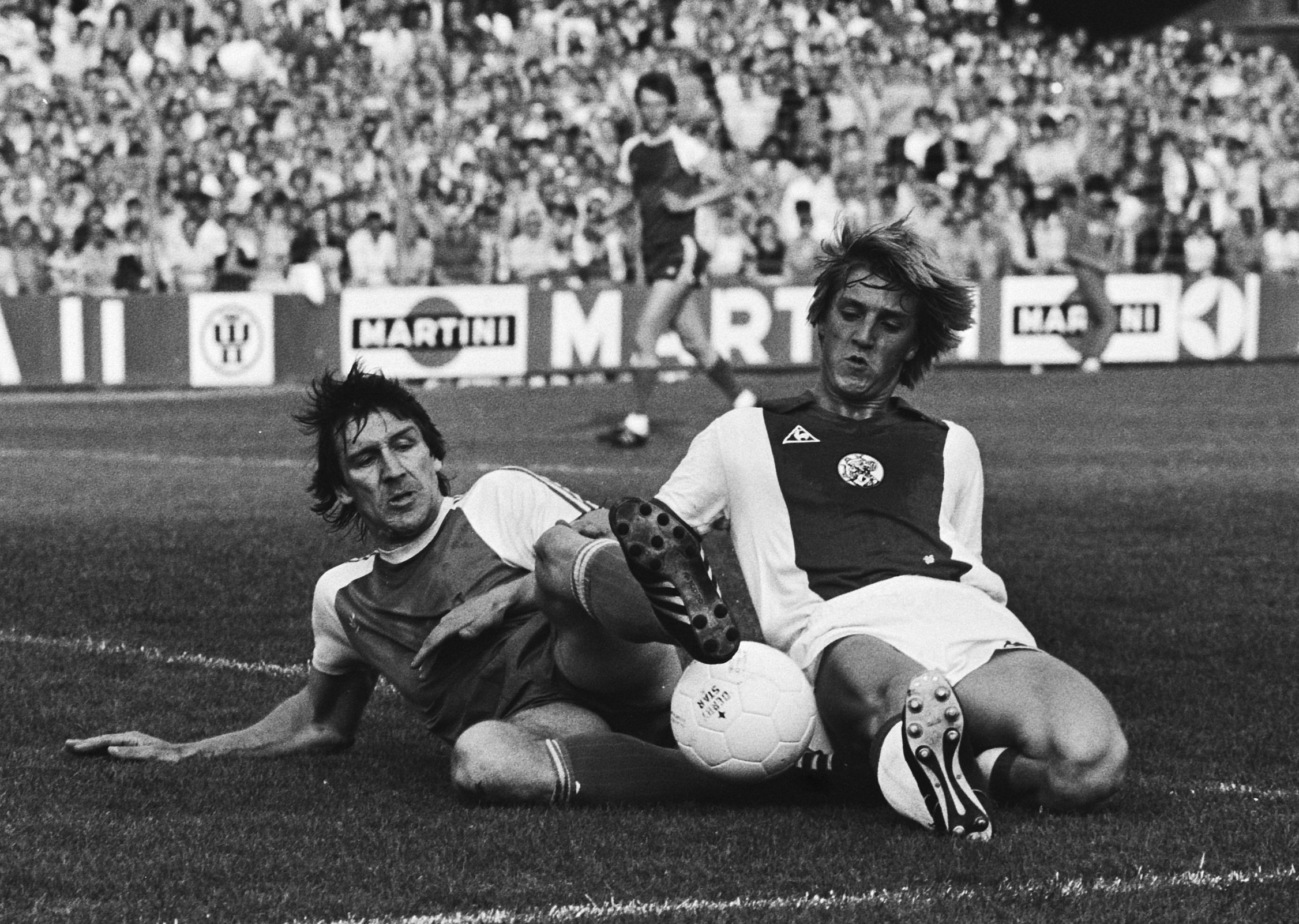
Topduel Ajax-AZ'67 3-2. Ajax een speelronde voor het einde van de competitie 1981/82 landskampioen, met 114 goals vóór en 41 goals tegen. Europees topscorer Kieft (rechts) in duel met AZ's centrumverdediger Ronald Spelbos (15 mei 1982).

Willem Cornelis Nicolaas (Wim) Kieft (Amsterdam, 12 november 1962) is een voormalig Nederlands profvoetballer die doorgaans centraal in de aanval speelde. Hij was van 1980 tot en met 1994 achtereenvolgend actief voor Ajax, SC Pisa, Torino, PSV, Bordeaux en opnieuw PSV. Daarnaast kwam hij 43 keer uit voor het Nederlands voetbalelftal, waarvoor hij elf keer scoorde.
Kieft werd met zowel Ajax als PSV drie keer Nederlands landskampioen. Met de Eindhovense club won hij in 1987/88 ook de Europacup I. Datzelfde jaar won hij met het Nederlands elftal het EK 1988. Er verscheen in mei 2014 een boek over zijn achttien jaar lange verslaving aan cocaïne, Kieft. Sinds 2023 is Kieft een van de vaste gasten van de podcast KieftJansenEgmondGijp.

## Voetbalcarrière

### Ajax
Kieft debuteerde op 4 mei 1980 onder trainer Leo Beenhakker in het betaald voetbal. Hij won die dag met Ajax thuis met 1-0 van Sparta (doelpunt van de vertrekkende Simon Tahamata). Het was de enige competitiewedstrijd van Kieft in het eerste elftal in het seizoen 1979/80, waarin Ajax landskampioen werd en als runner-up, tweede in het KNVB beker-toernooi finishte. In de drie daaropvolgende seizoenen was hij basisspeler, waarbij hij in zowel 1981/82 als 1982/83 met Ajax landskampioen werd, met de imposante doelcijfers 117-42 (+75) en 106-41 (+65). Ook was Ajax drie maal bekerfinalist sinds zijn debuut in mei 1980, in de seizoenen 1979/80, 1980/81 en 1982/83. De finales in mei 1980 en mei 1981 werden verloren, maar de 2 finales in mei 1983 werden wel gewonnen. Kieft maakte in de eerste speelronde van het seizoen 1980/81 zijn eerste en tweede doelpunt voor Ajax. Dit was op 23 augustus 1980, tijdens de wedstrijd Go Ahead Eagles-Ajax (2-4). Hij maakte 0-1 en 0-4. Met 32 goals in de Eredivisie werd hij in 1981/82 onder trainer Kurt Linder Europees topscorer. Hij was op negentienjarige leeftijd de jongste speler in Europa die dit óóit presteerde. Het laatste duel Haarlem-Ajax op 22 mei 1982 eindigde in 1-3, waardoor Ajax eindigde met 117 goals vóór en 42 goals tegen. Kieft speelde in zijn vier seizoenen in het eerste van Ajax samen met onder meer Piet Schrijvers, Hans Galjé; Keje Molenaar, Jan Weggelaar, Sonny Silooy, Ruud Krol, Wim Jansen, Jan Mølby, Frank Rijkaard, Edo Ophof, Piet Wijnberg, Peter Boeve; Henning Jensen, Frank Arnesen, Dick Schoenaker, Johan Cruijff, Søren Lerby, Martin van Geel; Gerald Vanenburg, Tscheu La Ling, John van 't Schip, Marco van Basten, Simon Tahamata, Martin Wiggemansen, Piet Hamberg en Jesper Olsen, onder de trainers Leo Beenhakker, interim Aad de Mos, Kurt Linder en opnieuw De Mos. De Mos, in zijn tweede periode als hoofdcoach, was van alle trainers en spelers bij het toenmalige Ajax, de enige, met wie Kieft niet zo'n goede verstandhouding had. Kieft maakte 3 aanvoerders mee bij Ajax: Ruud Krol (half 1979-half 1980), Frank Arnesen (half 1980-half 1981) en Sören Lerby (half 1981-half 1983). Kieft speelde bij Ajax in de voorhoede als centrumspits samen met diverse vleugelspitsen. Op rechts Tscheu La Ling (mei 1980-juli 1982) en Gerald Vanenburg (april 1981-juni 1983), op links Simon Tahamata (mei 1980-juli 1980), Piet Hamberg (juli 1980-oktober 1981), Martin Wiggemansen (augustus 1980-juni 1982) en vooral Jesper Olsen (juli 1981-juni 1983). In 1982 is door de toen 19-jarige  Rotterdamse zangeres 'Caroline' een hit opgenomen, getiteld: 'Nummer tien, Willem Kieft'. Op de B-zijde van de single staat het nummer: 'En toen 'n zoen'.

### Pisa
Na drie landskampioenschappen en drie KNVB beker-finales, waarvan 1 gewonnen, verkaste Kieft in de zomer van 1983 van Ajax naar het Toscaanse SC Pisa. Hiermee degradeerde hij in zijn eerste seizoen uit de Serie A, werd hij in 1984/85 kampioen in de Serie B en degradeerde hij weer een seizoen later opnieuw. Wel won hij in 1986 de Mitropacup met de club. Na de tweede degradatie met Pisa daalde Kieft zelf niet opnieuw mee af naar de Serie B, maar verhuisde hij naar het in Noordwest-Italie gelegen Torino.

### Torino
Bij Torino, bijnaam Granata, kwam Kieft bij een grote traditieclub terecht, waar enkele jaren eerder Michel van de Korput nog gespeeld had (1980-1983). Kieft speelde als onder andere met de Braziliaanse middenvelder Junior, de Italiaanse veteraan Giuseppe Dossena en het aanstormende Italiaanse talent Gianluigi Lentini. Hij begon goed door in zijn eerste wedstrijd meteen in de negende minuut een penalty te verzilveren tegen Hellas Verona. In oktober scoorde hij drie keer tegen het bescheiden Avellino. Dat zou hij in mei herhalen in de thuiswedstrijd tegen Udinese.  Torino eindigde dat jaar als nummer elf van Italië. Kieft scoorde 8 goals in 19 wedstrijden in de Serie A (vier uit penalties) 3 uit 7 in de Coppa Italia en 5 goals in 6 wedstrijden om de UEFA-Cup.  In een Europese ontmoeting tegen het Hongaarse Raba Eto Györ in november 1986 scheurde Kieft een kruisband van zijn linkerknie waardoor hij drie maanden uitgeschakeld was. Pas in februari 1987 maakte hij zijn rentree.

### PSV
Kieft keerde in de zomer van 1987 terug naar Nederland. De geboren Amsterdammer trok ditmaal alleen geen Ajaxshirt aan, maar dat van titelconcurrent PSV. Kieft speelde in de volgende zeven jaar zes seizoenen voor de Eindhovense club. Alleen in 1990/91 kwam hij twaalf maanden uit voor het Zuidwest-Franse Bordeaux, in de Division 1. Zijn tijd bij PSV werd de succesvolste in zijn actieve voetballoopbaan. Met de Eindhovenaren won hij in 1988 de eerste Europacup I in de clubhistorie, werd hij in 1987/88, 1988/89 en 1991/92 landskampioen en won hij in 1987/88, 1988/89 en 1989/90 de KNVB beker. Kieft speelde in de aanval van PSV samen met voornamelijk Romário, maar ook met Juul Ellerman en Hans Gillhaus. Verder was hij hier ploeggenoot van onder anderen Hans van Breukelen, Berry van Aerle, Adri van Tiggelen, Ronald Koeman, Erik Gerets, Erwin Koeman, Edward Linskens, Stan Valckx, Jan Heintze en Ivan Nielsen en spelers met wie hij ook bij Ajax al samen op het veld stond, zoals Arnesen, Vanenburg en Lerby, onder de trainers Guus Hiddink, Bobby Robson, Hans Westerhof en ook in Eindhoven De Mos. Kieft speelde op 8 mei 1994 zijn laatste wedstrijd in zijn carrière, voor PSV, uit bij FC Volendam. In 1994 werd Kieft ontslagen bij de club, nadat voorzitter William Maeyer besloten had de bezem door de selectie van de Eindhovense ploeg te halen. Hierna was er belangstelling van diverse clubs. Kieft onderhandelde met KV Mechelen, dat de komst van de spits echter niet kon financieren, en AFC Ajax, waar Van Gaal de transfer blokkeerde uit angst dat de komst van Kieft de ontwikkeling van Patrick Kluivert in de weg zou staan. Hierop besloot hij zijn actieve carrière te beëindigen.

## Clubstatistieken
| Seizoen         | Club            |                    | Competitie      | Competitie | Competitie | Beker | Beker | Internationaal | Internationaal | Overig | Overig | Totaal | Totaal |
| Seizoen         | Club            | Wed.               | Competitie      | Dlp.       | Wed.       | Dlp.  | Wed.  | Dlp.           | Wed.           | Dlp.   | Wed.   | Dlp.   |        |
| --------------- | --------------- | ------------------ | --------------- | ---------- | ---------- | ----- | ----- | -------------- | -------------- | ------ | ------ | ------ | ------ |
| 1979/80         | Ajax            | Vlag van Nederland | Eredivisie      | 1          | 0          | 0     | 0     | 0              | 0              | —      | —      | 1      | 0      |
| 1980/81         | Ajax            | Vlag van Nederland | Eredivisie      | 34         | 17         | 7     | 9     | 3              | 0              | —      | —      | 44     | 26     |
| 1981/82         | Ajax            | Vlag van Nederland | Eredivisie      | 32         | 32         | 2     | 1     | 1              | 0              | —      | —      | 35     | 33     |
| 1982/83         | Ajax            | Vlag van Nederland | Eredivisie      | 29         | 19         | 7     | 0     | 1              | 0              | —      | —      | 37     | 19     |
| Club totaal     | Club totaal     | Club totaal        | Club totaal     | 96         | 68         | 16    | 10    | 5              | 0              | 0      | 0      | 117    | 78     |
| 1983/84         | Pisa            | Vlag van Italië    | Serie A         | 23         | 3          | 5     | 4     | —              | —              | —      | —      | 28     | 8      |
| 1984/85         | Pisa            | Vlag van Italië    | Serie B         | 38         | 15         | 6     | 4     | —              | —              | —      | —      | 44     | 19     |
| 1985/86         | Pisa            | Vlag van Italië    | Serie A         | 30         | 7          | 6     | 3     | —              | —              | —      | —      | 36     | 10     |
| Club totaal     | Club totaal     | Club totaal        | Club totaal     | 91         | 25         | 17    | 11    | 0              | 0              | 0      | 0      | 108    | 36     |
| 1986/87         | Torino          | Vlag van Italië    | Serie A         | 19         | 8          | 7     | 3     | 6              | 5              | —      | —      | 32     | 16     |
| Club totaal     | Club totaal     | Club totaal        | Club totaal     | 19         | 8          | 7     | 3     | 6              | 5              | 0      | 0      | 32     | 16     |
| 1987/88         | PSV             | Vlag van Nederland | Eredivisie      | 32         | 29         | 6     | 3     | 9              | 1              | —      | —      | 47     | 33     |
| 1988/89         | PSV             | Vlag van Nederland | Eredivisie      | 20         | 6          | 3     | 1     | 2              | 1              | 1      | 0      | 26     | 8      |
| 1989/90         | PSV             | Vlag van Nederland | Eredivisie      | 30         | 21         | 4     | 4     | 5              | 1              | —      | —      | 39     | 26     |
| Club totaal     | Club totaal     | Club totaal        | Club totaal     | 82         | 56         | 13    | 8     | 16             | 3              | 1      | 0      | 112    | 67     |
| 1990/91         | Bordeaux        | Vlag van Frankrijk | Division 1      | 26         | 3          | 1     | 0     | 4              | 0              | —      | —      | 31     | 3      |
| Club totaal     | Club totaal     | Club totaal        | Club totaal     | 26         | 3          | 1     | 0     | 4              | 0              | 0      | 0      | 31     | 3      |
| 1991/92         | PSV             | Vlag van Nederland | Eredivisie      | 33         | 19         | 2     | 1     | 2              | 0              | 1      | 0      | 38     | 20     |
| 1992/93         | PSV             | Vlag van Nederland | Eredivisie      | 25         | 11         | 1     | 0     | 8              | 1              | —      | —      | 34     | 12     |
| 1993/94         | PSV             | Vlag van Nederland | Eredivisie      | 30         | 4          | 3     | 0     | 2              | 0              | —      | —      | 35     | 4      |
| Club totaal1    | Club totaal1    | Club totaal1       | Club totaal1    | 170        | 90         | 19    | 9     | 28             | 4              | 2      | 0      | 219    | 103    |
| Carrière totaal | Carrière totaal | Carrière totaal    | Carrière totaal | 402        | 194        | 60    | 33    | 43             | 9              | 2      | 0      | 507    | 236    |

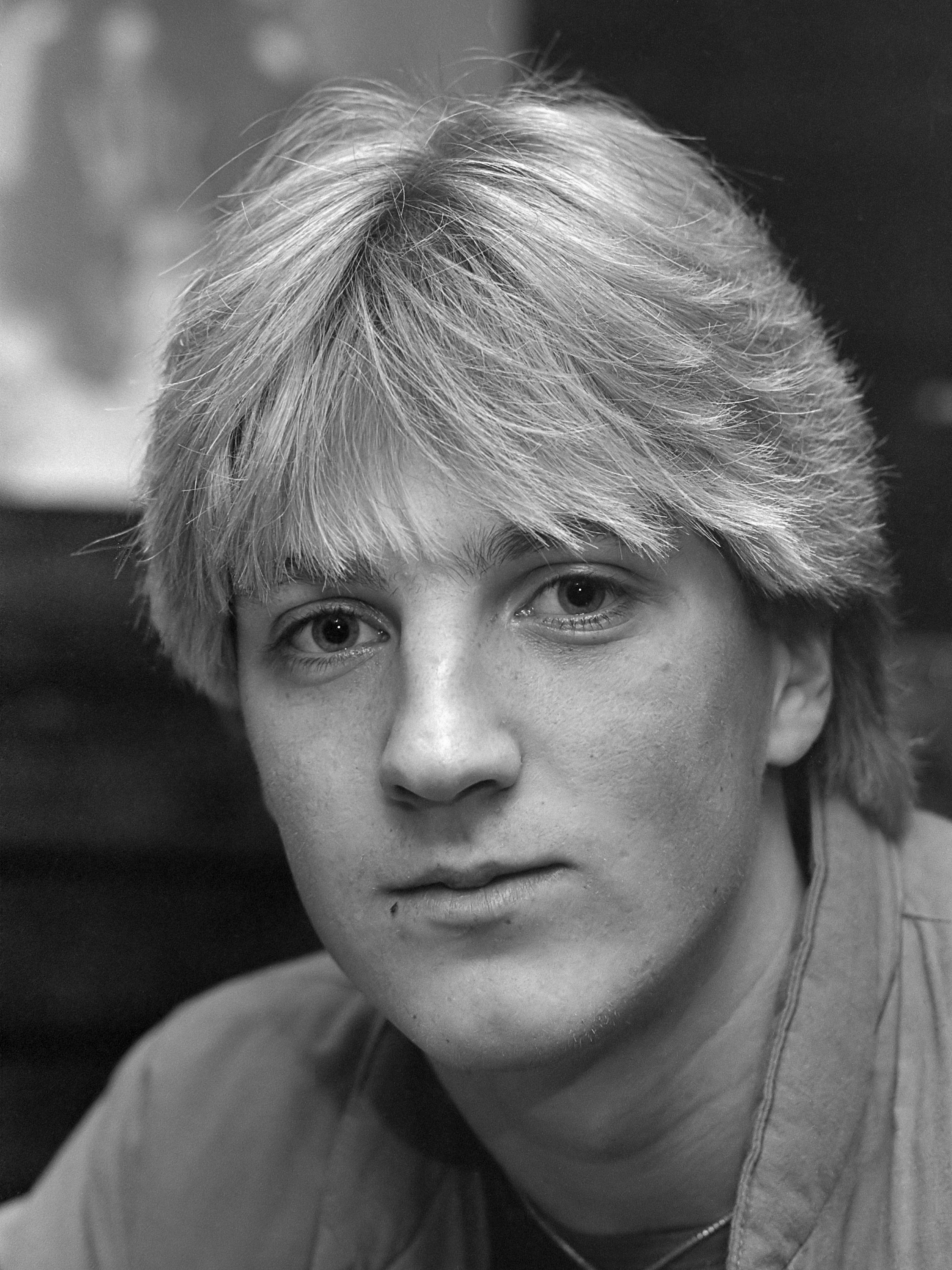
Wim Kieft in januari 1981, seizoen 1980/81

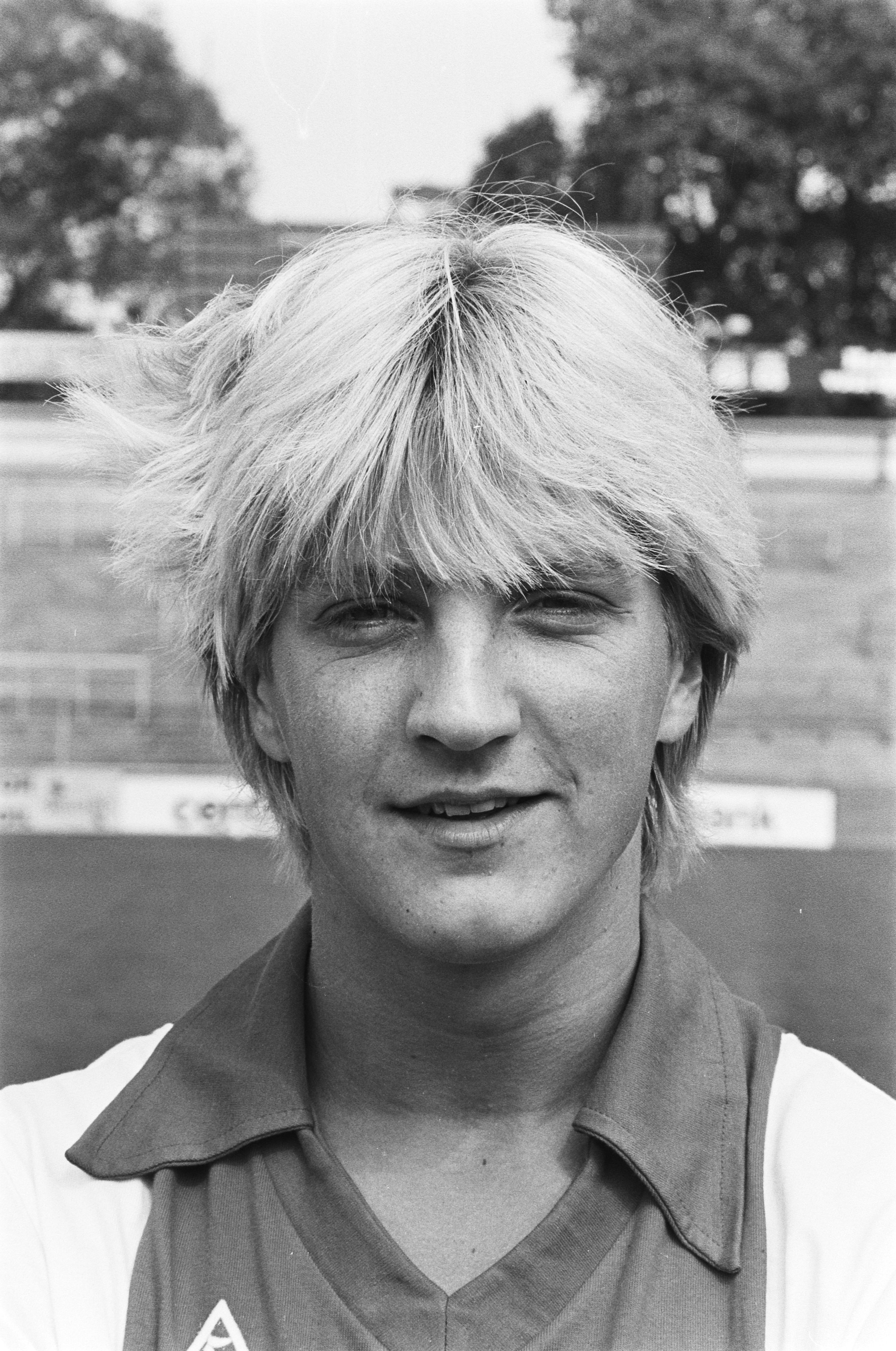
Wim Kieft in juli 1981, seizoen 1981/82

1 N.B. Dit betreft een clubtotaal, dus een totaal van beide periodes bij PSV.

## Nederlands elftal

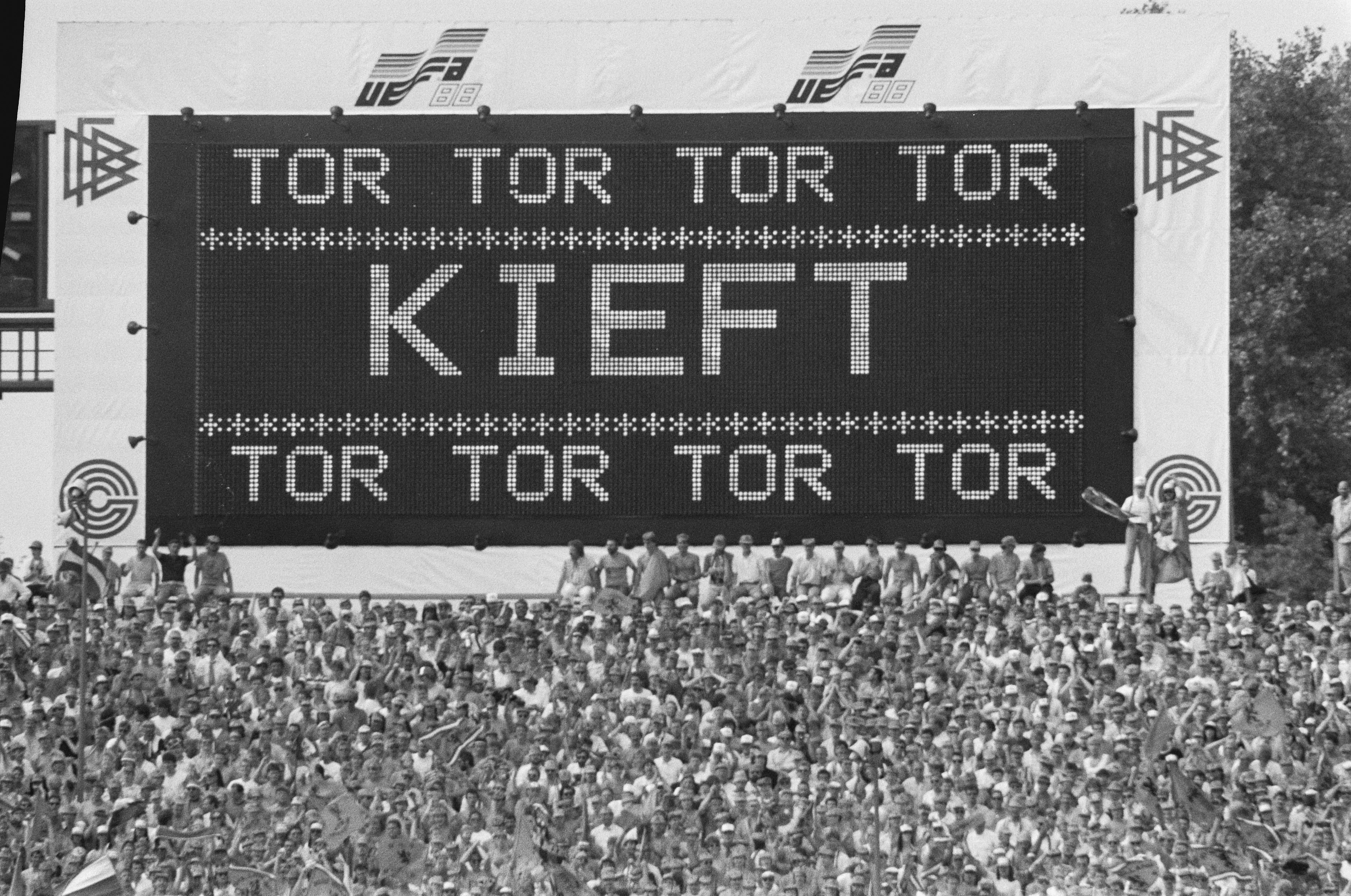
Scorebord met de goal van Kieft tijdens Nederland-Ierland op het EK 1988.

Kieft debuteerde op 1 september 1981 onder bondscoach Kees Rijvers in het Nederlands voetbalelftal, tijdens een met 2–1 verloren oefeninterland in en tegen Zwitserland. Hij maakte op 23 maart 1982 zijn eerste van elf doelpunten voor Oranje, de 2–1 in een met diezelfde cijfers verloren oefeninterland in en tegen Schotland. Kieft maakte op 18 juni 1988 een van zijn belangrijkste doelpunten als international, in de laatste groepswedstrijd op het EK 1988 tegen Ierland. Hij kopte die wedstrijd acht minuten voor tijd het enige doelpunt binnen, een curvebal om keeper Bonner heen na een mislukt schot van Ronald Koeman. Hierdoor ging het Nederlands elftal door naar de halve finale en kon het later het toernooi winnen. Kieft maakte na het EK 1988 ook deel uit van het Nederlands elftal op het WK 1990 en het EK 1992. Op het WK 1990 scoorde hij in de groepswedstrijd tegen Egypte.

## Erelijst

### Als speler
| Competitie           |        |                            |      |      |
| Competitie           | Aantal | Jaren                      |      |      |
| Ajax                 | Ajax   | Ajax                       | Ajax | Ajax |
| -------------------- | ------ | -------------------------- | ---- | ---- |
| Eredivisie           | 3x     | 1979/80, 1981/82 , 1982/83 |      |      |
| KNVB beker           | 1x     | 1982/83                    |      |      |
| Pisa                 |        |                            |      |      |
| Continentaal         |        |                            |      |      |
| Mitropacup           | 1x     | 1985/86                    |      |      |
| Nationaal            |        |                            |      |      |
| Serie B              | 1x     | 1984/85                    |      |      |
| PSV                  |        |                            |      |      |
| Continentaal         |        |                            |      |      |
| Europacup I          | 1x     | 1987/88                    |      |      |
| Nationaal            |        |                            |      |      |
| Eredivisie           | 3x     | 1987/88, 1988/89, 1991/92  |      |      |
| KNVB beker           | 3x     | 1987/88, 1988/89, 1989/90  |      |      |
| Nederlandse Supercup | 1x     | 1992                       |      |      |

| Competitie | Winnaar   | Winnaar   | Runner-up | Runner-up | Derde     | Derde     |
| Competitie | Aantal    | Jaren     | Aantal    | Jaren     | Aantal    | Jaren     |
| Nederland  | Nederland | Nederland | Nederland | Nederland | Nederland | Nederland |
| ---------- | --------- | --------- | --------- | --------- | --------- | --------- |
| UEFA EK    | 1x        | 1988      |           |           |           |           |

Individueel
| Continentaal         |    |                  |
| Gouden Schoen        | 1x | 1981/82          |
| Topscorer UEFA Cup   | 1x | 1986/87          |
| Nationaal            |    |                  |
| Topscorer Eredivisie | 1x | 1981/82, 1987/88 |

## Na het voetbal
Nadat Kieft in het seizoen 1993/94 zijn zesde seizoen bij PSV volgemaakt had, beëindigde hij zijn actieve carrière medio 1994. Later was hij te zien als voetbalanalist voor televisiezender Sport1. Ook was hij vanaf 2001 een van de vaste gezichten van het praatprogramma Voetbal Inside. In het seizoen 2002/03 maakte Kieft voor SBS6 14 afleveringen van het programma De Voetbaljaren Kieft waarin hij diverse oud-spelers ontmoet en interviewt, zoals Marco van Basten, József Kiprich en Rob de Wit. 
Toen voor het seizoen 2009/10 Fred Rutten aangesteld werd als trainer van PSV, haalde deze Kieft terug het veld op als assistent van Anton Janssen bij Jong PSV en indien nodig het eerste team. Kieft deed tevens mee met de spelshow De Pelgrimscode in 2013. 
In 2014 werd bekend dat Kieft achttien jaar verslaafd was geweest aan cocaïne, naar eigen zeggen vanwege prestatiedruk. Als gevolg hiervan zat hij in de schuldsanering. Schrijver Michel van Egmond bracht in 2014 in samenwerking met Kieft het boek Kieft uit, met veel aandacht voor zijn alcohol- en drugsverslaving. Het boek kreeg dat jaar de NS Publieksprijs en de publieks- en vakjuryprijs voor het beste sportboek van 2014. Het was dat jaar tevens het bestverkochte boek in Nederland. In 2016 tekende Kieft een exclusieve overeenkomst bij Ziggo Sport. Hierdoor verdween hij bij VI. Eind 2018 keerde Kieft tweemaal terug als tafelgast bij VI. In 2019 tekende Kieft een driejarig contract bij Talpa, waarmee hij is teruggekeerd bij  Veronica Inside.

## Privé
Kieft heeft vier kinderen uit eerdere relaties. Zijn zoon Robbin Kieft was ook profvoetballer en speelde tussen 2005 tot 2007 voor FC Groningen, waarvoor hij in drie wedstrijden enige minuten meedeed.
Wim Kieft is de zwager van actrice Maaike Martens.

## Wetenswaardigheden
- Kurt Linder, trainer Ajax seizoen 1981/82: "Het is absoluut niet negatief dat Kieft weinig techniek heeft, en dat kon me ook niet interesseren, want hij kan doelpunten maken. Je moet als trainer aan de sterkste punten van een speler werken."
- Cees Groot, Ajax-scout begin jaren 1980: "30 minuten zie je hem niet, en dan ineens is hij er. Dat is typisch Willem." "In de jeugd kon ik geen betere hebben dan Willem, hij nam alles goed in zich op wat je zei, was leergierig, en had ook de bezetenheid om de top te halen. Bezetenheid is erg belangrijk als je een topper wilt worden."
- Kieft sprak commentaar in voor het computerspel Competitie Manager 2000, dat in 1999 door Davilex werd uitgegeven.
- Kieft speelde mee in reclamespots voor Vodafone (WK voetbal 2006), samen met René van der Gijp.
- In juli 2006 werd hij op Luchthaven Schiphol door de marechaussee gearresteerd, nadat hij tijdens een vlucht vanuit Madrid ruzie gemaakt zou hebben. Een medepassagier deed aangifte tegen hem wegens overlast en bedreiging.
- In het voorjaar van 2025 was hij te zien in het RTL 4-programma Het perfecte plaatje in Italië.

## Publicatie
- Michel van Egmond: Kieft. VI Boeken, 2014. ISBN 9789067970846
- Michel van Egmond: Wim Kieft. De Terugkeer.. Inside, 2018.ISBN 9789048844340

1 Van Breukelen ·
2 Van Tiggelen ·
3 Troost ·
4 R. Koeman ·
5 Winter ·
6 Van Aerle ·
7 Vanenburg ·
8 Mühren ·
9 Bosman ·
10 Gullit  ·
11 Van 't Schip ·
12 Van Basten ·
13 E. Koeman ·
14 Kieft ·
15 Koevermans ·
16 Hiele ·
17 Rijkaard ·
18 Suvrijn ·
19 Krüzen ·
20 Wouters ·
Coach: Michels
1 Van Breukelen ·
2 Van Aerle ·
3 Rijkaard ·
4 R. Koeman ·
5 Van Tiggelen ·
6 Wouters ·
7 E. Koeman ·
8 Vanenburg ·
9 Van Basten ·
10 Gullit  ·
11 Witschge ·
12 Kieft ·
13 Rutjes ·
14 Van 't Schip ·
15 Roy ·
16 Hiele ·
17 Gillhaus ·
18 Fraser ·
19 Van Loen ·
20 Winter ·
21 Blind ·
22 Menzo ·
Coach: Beenhakker
1 Van Breukelen ·
2 Van Aerle ·
3 Van Tiggelen ·
4 Koeman ·
5 Blind ·
6 Wouters ·
7 Bergkamp ·
8 Rijkaard ·
9 Van Basten ·
10 Gullit  ·
11 Van 't Schip ·
12 Kieft ·
13 Menzo ·
14 Witschge ·
15 Winter ·
16 Bosz ·
17 De Boer ·
18 Jonk ·
19 Viscaal ·
20 Roy ·
Coach: Michels